# Bolesław Sąsiadek
Bolesław Sąsiadek  (ur. 8 listopada 1923 w Załoźcach, zm. 18 stycznia 2009 w Warszawie) – uczestnik walk w II wojnie światowej, żołnierz 1 Dywizji Piechoty im. Tadeusza Kościuszki, z którą przebył cały szlak bojowy od Lenino do Berlina, porucznik Wojska Polskiego, działacz społeczny.

## Życiorys

### Dzieciństwo i młodość
Bolesław Sąsiadek urodził się 8 listopada 1923 w Załoźcach. Syn Józefa – byłego legionisty i Anny Bondzel. W okresie okupacji sowieckiej wywieziony wraz z całą rodziną na Syberię. Pracował przy wyrębie lasu w okolicach Archangielska.

### II wojna światowa
W 1943 pokonał pieszo 130 km do najbliższej stacji kolejowej, aby dalej transportami towarowymi dotrzeć do sieleckiego obozu. Otrzymał przydział do 1 batalionu 3 Pułku Piechoty. Walczył pod Lenino, na przyczółku warecko-magnuszewskim, brał udział w wyzwalaniu Warszawy, walki na Wale Pomorskim i forsowaniu Odry pod Siekierkami, w maju 1945 dotarł do Berlina. Był dwukrotnie ranny, a za bohaterską postawę w czasie walk o Berlin został awansowany do stopnia sierżanta. Jesienią 1945 roku został skierowany do 11 Oddziału Ochrony Pogranicza w Kłodzku, a 15 grudnia 1945 do Centrum Wyszkolenia Sanitarnego i Oficerskiej Szkoły Felczerów, gdzie pełnił funkcję szefa kompanii i kursów akademickich specjalnego Fakultetu Wojskowo-Medycznego przy Akademii Medycznej w Łodzi. W kolejnych latach na stałe związał się z podchorążymi Wojskowego Centrum Wyszkolenia Medycznego i Wojskowej Akademii Medycznej w Łodzi. Służbę zawodową zakończył w 1979, w stopniu chorążego.
Za zasługi wojenne i działalność społeczną został awansowany do stopnia porucznika.

### Działalność powojenna
Po zakończeniu służby wojskowej pracował społecznie w Wojewódzkim Związku Inwalidów Wojennych. Był współzałożycielem Koła Kościuszkowców przy Zarządzie Wojewódzkim ZBoWiD i Koła nr 2 ZBŻZ im. gen. prof. dr med. Bolesława Szareckiego przy WAM w Łodzi. W 1968 był uczestnikiem spotkania Kościuszkowców w Wesołej w 1 Praskim Pułku Zmechanizowanym z okazji XXV-lecia rocznicy bitwy pod Lenino z udziałem gen. Zygmunta Berlinga i marsz. Michała Roli-Żymierskiego. Ostatnie lata życia spędził w Domu Emeryta Wojskowego w Warszawie. Zmarł wśród rodziny i swoich wychowanków w Szpitalu Wojskowym przy ul. Szaserów.

## Odznaczenia i wyróżnienia
- Krzyż Kawalerski Orderu Odrodzenia Polski
- Krzyż Walecznych
- Srebrny Medal „Zasłużonym na Polu Chwały”
- Brązowy Medal „Zasłużonym na Polu Chwały”
- Medal 10-lecia Polski Ludowej
- Medal 40-lecia Polski Ludowej
- Medal za Warszawę 1939–1945
- Medal za Odrę, Nysę, Bałtyk
- Złoty Medal „Siły Zbrojne w Służbie Ojczyzny”
- Srebrny Medal „Siły Zbrojne w Służbie Ojczyzny”
- Brązowy Medal „Siły Zbrojne w Służbie Ojczyzny”
- Medal „Za udział w walkach o Berlin”
- Złoty Medal „Za Zasługi dla Obronności Kraju”
- Srebrny Medal „Za Zasługi dla Obronności Kraju”
- Brązowy Medal „Za Zasługi dla Obronności Kraju”
- Krzyż Bitwy pod Lenino
- Krzyż Zesłańców Sybiru
- Medal za Długoletnie Pożycie Małżeńskie
- Medal pamiątkowym „Czyn frontowy 1 i 2 Armii WP”
- Odznaka „Zasłużony Działacz LOK”
- Odznaka Kościuszkowska
- Złota Odznaka Honorowa Związku Inwalidów Wojennych RP
- Honorowa Odznaka m. Łodzi i Województwa Łódzkiego
- Odznaka „Przyjaciela Dziecka”
- Odznaka Pamiątkowa „Krzyż Ludowego Wojska Polskiego”
- Medal „Za Zwycięstwo nad cukrzycą”
- Patent i Odznaka „Weteran Walk o Wolność i Niepodległość Ojczyzny”
- Medal „Za zdobycie Berlina” (ZSRR)
- Medal „Za zwycięstwo nad Niemcami w Wielkiej Wojnie Ojczyźnianej 1941–1945” (ZSRR)
- Medal 50-lecia Wielkiej Wojny Ojczyźnianej 1941-1945 (Rosja)
- Medal 60-lecia Wielkiej Wojny Ojczyźnianej 1941-1945 (Rosja)